# Varnița, Vrancea
Varnița este un sat în comuna Răcoasa din județul Vrancea, Moldova, România.
 Acest articol despre o localitate din județul Vrancea este deocamdată un ciot. Puteți ajuta Wikipedia prin completarea lui.